# Claviporella imperforata
Claviporella imperforata is een mosdiertjessoort uit de familie van de Catenicellidae. De wetenschappelijke naam van de soort is voor het eerst geldig gepubliceerd in 1887 door MacGillivray.